# Waco: The Rules of Engagement
Waco: The Rules of Engagement è un documentario del 1997 diretto da William Gazecki candidato al premio Oscar al miglior documentario.